# Erzählhaltung
Mit Erzählhaltung bezeichnet man die Einstellung des Erzählers gegenüber dem Erzählten. Insbesondere die einzelnen Personen und deren Handlungen kann der Erzähler mit Distanz, Ironie, Humor, Anteilnahme oder Ergriffenheit usw. beschreiben. 
Die Art und Weise der Erzählersprache hinsichtlich der Wertung wird verdeutlicht. Die Erzähl(er)haltung kann
- affirmativ, bejahend
- ablehnend
- kritisch
- euphemistisch
- ironisch
- zustimmend
- neutral
- sarkastisch
- Hass/Wut sein.

Die Erzählhaltung ist nicht zu verwechseln mit der Erzählperspektive, die unterscheidet, aus welchem Blickwinkel die Handlung erzählt wird.